# إيكاسينا كلاسنسية
إيكاسينا كلاسنسية (الاسم العلمي:Icacina claessensii) هي نوع من النباتات يتبع جنس الإيكاسينا من الفصيلة الإيكاسينية.